# Ityopya, Ityopya, Ityopya kidemi
Ityopʾya, Ityopʾya, Ityopʾya qədämi (tiếng Amhara: ኢትዮጵያ ኢትዮጵያ ኢትዮጵያ ቅደሚ, "Ethiopia, Ethiopia, Ethiopia đứng đầu") là quốc ca của Ethiopia từ năm 1975 đến năm 1992, dưới chế độ Derg của Mengistu Haile Mariam. Khi chế độ được tái tổ chức vào năm 1987 với tên gọi Cộng hòa Dân chủ Nhân dân Ethiopia, bài hát được vẫn được sử dụng cho đến năm 1992.

## Lời
| ኢትዮጵያ ኢትዮጵያ ኢትዮጵያ ቅደሚ (tiếng Amhara) | Ityopʾya, Ityopʾya, Ityopʾya qədämi (Chuyển tự) | Ethiopia, Ethiopia, Ethiopia đứng đầu (Dịch sang tiếng Việt) |
| --- | --- | --- |
| ኢትዮጵያ ፡ ኢትዮጵያ ፡ ኢትዮጵያ ፡ ቅደሚ ፣ በኅብረሰባዊነት ፡ አብቢ ፡ ለምልሚ! ቃል ፡ ኪዳን ፡ ገብተዋል ፡ ጀግኖች ፡ ልጆችሽ ፣ ወንዞች ፡ ተራሮችሽ ፣ ድንግል ፡ መሬትሽ ፣ ለኢትዮጵያ ፡ አንድነት ፡ ለነጻነትሽ ፣ መሥዋዕት ፡ ሊኾኑ ፡ ለክብር ፡ ለዝናሽ ። ተራመጂ ፡ ወደፊት ፡ በጥበብ ፡ ጎዳና ፣ ታጠቂ ፡ ለሥራ ፡ ላገር ፡ ብልጽግና ። የዠግኖች ፡ እናት ፡ ነሽ ፡ በልጆችሽ ፡ ኵሪ ፣ ጠላቶችሽ ፡ ይጥፉ ፡ ለዘላለም ፡ ኑሪ! | Ityopʾya, Ityopʾya, Ityopʾya qədämi Bäḫəbräsäbawinät abbibi lämlimi! Qal kidan gäbtäwal jägnoch ləjochəshə, wänzoch tärarochəsh dəngəl märetəshə LäItyoṗya andənät länätsanätəshə mäswaʿt lihonu läkəbər läzənash! Täramäji wädäfit bätʾəbabə godana Tatʾäqi läśəra lagär bələtsəgna! Yäjägnoch ənat näsh bäləjochəsh kuri Tʾälatochəsh yətʾfu läzälaläm nuri! | Ethiopia, Ethiopia, Ethiopia đứng đầu Trong chủ nghĩa xã hội – hãy trở nên hưng thịnh! Đứng lên, hỡi những người con của Tổ quốc, Đứng lên vì sông núi, quê hương của chúng ta, Quyết đấu tranh, hy sinh cho sự thống nhất, cho sự tự do của chúng ta Hãy giữ lấy danh dự của Tổ quốc! Cố gắng tiến lên trên con đường trí tuệ, Hãy cố gắng hết mình vì nhiệm vụ, Vì sự thịnh vượng của đất nước! Người là mẹ của những anh hùng – hãy tự hào về những đứa con của mình, Mong kẻ thù diệt vong – mong Tổ quốc trường tồn! |